# Diósd
Diósd eller på tyska Orasch är en ungersk kommun som gränsar till västra delen av Budapest. Kommunen ligger mellan Érd och Törökbálint. Stadens tyska namn kommer sig av att Diósd är egentligen en schwabisk ort. Om Diósd skrevs ännu 1417 under kungen Sigismund, att det här fanns en befästning. I Diósd finns vackra, gamla, schwabiska bondsstugor, ett museum för radio och teve, m.m. Till Diósd kommer man med bil från Budapest via motorvägen M0, och landsvägen 70, eller med offentliga kommunikationer. 
Diósd och Alsbach-Hähnlein i Hessen i Tyskland är vänorter.